# 나탈리야 시니신
나탈리야 이고레브나 시니신(아제르바이잔어: Nataliya İqorevna Sinişin, 우크라이나어: Ната́лія І́горівна Сини́шин 나탈리야 이호리우나 시니신[*], 1985년 7월 3일~)은 우크라이나 태생 아제르바이잔의 레슬링 선수이다. 2016년 하계 올림픽에서 여자 자유형 밴텁급 동메달을 획득했으며 세계 선수권 대회에서 동메달 2개를 획득했다.